# КВ-1
КВ-1 је био совјетски тешки тенк из периода Другог светског рата и први из серије КВ тенкова. КВ серија тенкова је била позната по изузетно јакој оклопној заштити, посебно током прве године инвазије на Совјетски Савез. Цела серија је добила има по Клименту Ворошилову, совјетском комесару за одбрану.
На почетку Другог светског рата Црвена армија је била једина војска на свету која је у свом наоружању имала значајан број тешких тенкова. Тенк КВ-1 је први пут употребљен у Руско-финском рату 1940. Производња ових тенкова почела је 1940. и до тренутка немачког напада на СССР, укупно је било произведено 636 тенкова овог типа. Одлично оклопљен и наоружан моћним топом калибра 76 mm овај тенк је могао без проблема да уништи било који немачки тенк који се у то време налазио у наоружању Вермахта. КВ-1 је био практично имун на топове монтиране на ране верзије немачких тенкова Панцер III и Панцер IV. Све док Немци нису развили боље топове, често је био случај да је једини начин да се уништи КВ-1 тенк био погодак у задњу страну тенка са мале удаљености. Међутим, употреба овог тенка у малом броју и у изолованим акцијама, као и слаба обученост њихових посада били су један од главних разлога зашто овакво моћно оруђе није имало одлучнију улогу на почетку сукоба. Из овог тенка развијена је верзија КВ-2 са повећаном оклопном заштитом и наоружана топом калибра 152 mm.
Пре немачке инвазије, од око 22.000 совјетских тенкова, око 500 су била типа КВ-1. Када се КВ-1 појавио на бојишту, надмашио је француски тенк Чар B1, једини други оперативни тешки тенк на свету. Ипак, на крају се испоставило да је производња скупих КВ-1 тенкова беспотребна, јер су се средњи тенкови типа Т-34 показали бољим (или у најгорем случају једнако добро) у свим практичним погледима. У каснијем делу рата, КВ серија тенкова је била основа за развој серије тенкова Јосиф Стаљин (ЈС-1, ЈС-2 и ЈС-3)
До тренутка обуставе производње у 1943. години произведено је око 5.219 примерака овог тенка.

## Настанак
Половином тридесетих година водећим круговима Црвене армије постаје очигледна застарелост њиховог тешког и скупог тенка Т-35. Након неуспеха с тешким тенком Т-35 чинило се да је време совјетских тешких тенкова неповратно завршено. Међутим, убрзано наоружавање нацистичке Немачке, посебно јачање њихових тенковских снага, подстакло је у Совјетском Савезу нове планове развоја дефанзивних тешких тенкова. Један од њих је био и КВ-1.
Кад је у октобру 1938. велика група студената машинства посјетила лењинградску фабрику тенкова Кировски (КТЗ) између осталог приказан им је и прототип тешког тенка СКБ-2 са две куполе. Како је совјетска Црвена армија одустала од вишекуполних тенкова, део одабраних студената добио је задатак да у врло кратком року на основама СКБ-2 покуша конструисати тешки тенк с једном куполом. Један од разлога зашто је тако сложен и опсежан посао додељен студентима био је и што нико није веровао да се може довршити у заданом року, а други што тај пројекат није био службено одобрен па је на тај начин службено оправдан. То је додатно погоршавало и то што је у то време совјетска индустрија још увек била у почецима развоја, па су хронично недостајале квалитетне компоненте. Студенти су, очекивано, наишли на многе проблеме, а највећи је био непоуздана трансмисија која је била велик проблем и код Т-35.
У то време на испитном полигону Кубинка совјетска војска је тестирала чехословачки тенк С-2 како би оценила његове борбене могућности. Иако је врховно заповједништво у једном тренутку чак разматрало да купи С-2, на крају је одлучено да се пошаље група стручњака и студената како би детаљно проучили чешки тенк и копирали сва добра решења.
У децембру 1938. врх Црвене армије ипак је одлучио да се направе два прототипа СМК-2 тешког тенка, верујући како тренутно немају боље решење. Због тога су се немало изненадили кад су им Ј. И. Котин (шеф пројектног бироа СКБ) и И. М. Залцман (директор фабрике КТЗ) понудили потпуно нов пројект тешког тенка са само једном куполом и дебљим оклопом. На темељу тог предлога одлучено је да ће изградити два прототипа, један СМК-2 и један нови тешки тенк с једном куполом. Службену дозволу за градњу прототипова КТЗ је добио 27. фебруара 1939.
Сад кад је пројект новог тешког тенка добио службено одобрење, могао је добити и име. Процењујући како је добро пројекту дати политички коректно име, а опет не прејако јер у случају пропасти могло би бити и неугодних последица, Котин и Залцман одлучили су му дати име Климент Ворошилов (КВ) по тадашњем совјетском комесару за одбрану. Тако је нови тенк добио службену ознаку КВ-1. Службени почетак рада на КВ-1 започео је 1. септембра 1939. С обзиром да је развој започео у октобру 1938. рад на изради прототипа ишао је, за тадашње совјетске услове, врло брзо. Већ 9. априла довршен је модел у природној величини, а први је прототип довршен 1. септембра 1939. Одмах истог дана обављене су и прве пробне вожње.
Део тајне у брзини израде првог прототипа лежао је у томе што је КВ-1 наследио знатан део техничких решења и компоненти од тешког тенка СМК тешког тенка: шасију, елементе трансмисије, оптичке справе за мотрење итд. Тенк је добио и дизел-мотор В-2 снаге 450 КС. Уградња дизел уместо бензинског мотора врло брзо је постала стандард за све совјетске и светске тенкове. Како се не би изгубила паљбена моћ губитком једне куполе, КВ-1 је добио јединствено решење с два топа од 76,2 и 45 милиметара. Занимљиво је да ће се слично решење у деведесетима појавити код руских борбених возила пешадије БМП-3. Уз два топа, тенк је добио и само један митраљез калибра 7,62 mm у предњем дијелу тијела.
Захваљујући уградњи једне компактније куполе и новој конструкцији тела тенка смањена је почетна маса, што је пројектантима омогућило појачати оклоп. На крају је борбена маса КВ-1 била 40 тона, што је у комбинацији с мотором снаге 450 КС давало максималну брзину од 35 km/h и релативно добру покретљивост. У том тренутку КВ-1 је био двоструко тежи од најтежег немачког тенка Панцер IV и тек нешто спорији. Истовременоо му је топ калибра 76,2 mm пружао надмоћну ватрену моћ којој се није могао супротставити ни један тенк на свијету. С друге стране тестирања у вожњи показала су да је тежак за управљање и да су му убрзање и успорење катастрофално лоши. Уз то, као и код Т-35, показало се како је најслабији део тенка трансмисија која се борила с великом снагом мотора и масом тенка. Мањи је проблем био што је видљивост из тенка била врло лоша, а ергономија катастрофална (нпр. купола није имала властити под, па је током њене ротације посада морала ходати по поду шасије). Одлучено је да се направе преправке трансмисије, али и да се дода нови оклоп, чиме је маса повећана на 43 тоне. Иако је максимална брзина остала 35 km/h покретљивост тенка је постала знатно лошија.
Упркос свим недостацима КВ-1 је проглашен успешним тенком. Већ 5. септембра 1939. прототип је послан у Москву где је 25. септембра приказан совјетској влади. Након што је 8. октобра враћен у Лењинград, настављена су тестирања. Међутим 30. новембра 1939. Црвена армија је напала Финску и сваки тенк јој је био и те како потребан. Врховна команда Црвене армије закључила је како је то права прилика да се тестирају и њени нови тешки тенкови. Тако су КВ-1, СМК-а и Т-100 послали у 91. тенковски батаљон 20. тешке тенковске бригаде која је добила задатак борбе против Финаца.
Искуства из борби показала су како је КВ-1 далеко бољи од СМК-а и Т-100. Његова конструкција с једном куполом и дебели оклоп учинили су га најотпорнијим тенком Црвене армије на нападе финских противтенковских топова. Тиме су СМК-а и Т-100 завршили своју кратку каријеру, али је и КВ-1 прошао кроз неке измјене. Наиме, уочено је да је топ Л-11 од 76,2 mm више него довољан за све задатке, па је због уштеде у маси и простору и могућности ношења већег комплета муниције уклоњен топ од 45 mm. Умјесто њега уграђена је спрегнути митраљез ДТ ТМГ калибра 7,62 mm. У задњи део куполе уграђен је још једна ДТ ТМГ митраљез како би се посада могла одбранити од напада пешадије са задње стране, као последица још једног неугодног искуства из Зимског рата. Осим тога одлучено је да се на основи КВ-1 направи самоходна хаубица КВ-2 калибра 152 mm. Намена КВ-2 била је уништавање бункера и других фортификација. Убрзо се показало да су прескупе за производњу и непрактничке за упорабу. Због тога је током 1940. и 1941. направљено само око 250 КВ-2.

### Ратна употреба
КВ-1 је службено примљен у наоружање Црвене армије 19. децембра 1939. У мају 1940. почетни планови производње 50 КВ-1 повећани су на 200 тенкова, због све веће опасности од нацистичке Њемачке. Проблем је био што развој тенка још увек није био довршен. Због тога су истог месеца започела интензивна тестирања покрај Лењинграда и на полигону Кубинка. Након пређених 2648 km откривене су грешке у трансмисији и мењачу. Због тога су инжењери СКБ-а захтевали одлагање почетка серијске производње како би могли отклонити недостатке. Међутим, одлуке о почетку серијске производње су потписане и нико се није усудио стопирати их.
Крајем 1940. одлучено је да се на свим произведенима и на све КВ-1 који су били у производњи уместо старог топа Л-11 угради знатно модернији Ф-32 истог калибра. Тако је настала верзија КВ-1 модел 1940. Уграђен је и знатно јачи дизел-мотор В-2К снаге 600 КК. Нови би мотор донео и повећање максималне брзине и покретљивости да није била донесена одлука да се поновно појача оклоп додавањем челичних плоча на бокове куполе. Наиме, обавештајни су извори у пролеће 1941. јавили о новим топовима немачких тенкова с већом борбеном ефикасносношћу. Тако је настао КВ-1Е (екранированиј) или КВ-1 модел 1941. Маса КВ-1Е новим је оклопом повећана на 45 тона, па су тиме знатно смањене предности новог, јачег мотора.
Оно што је сусрет западних савезника с немачким Краљевским тигром био 1945. године то је 1941. године био сусрет немачких тенкиста са совјетским КВ-1. Немци у то доба једноставно нису имали теренско оружје довољно моћно да уништи КВ-1. У тренутку нацистичког напада на Совјетски Савез 22. јуна 1941. заправо је само КВ-1 био довољно моћан тенк да се успешно супротстави свим немачким тенковима. Једини проблем је биото што је у тренутку напада Црвена армија на располагању имала само 639 тешких тенкова КВ-1, од чега је 508 било распоређено у јединице прве црте одбране. Други је проблем био што су ти тенкови недавно стигли у јединице те да већина посада није прошла ни најосновнију обуку. Упркос томе, показало се како је било довољно тек неколико исправних КВ-1 с извјежбаним посадама за заустављање напредовања цијеле њемачке армије на неколико дана. Најпознатији је пример једног КВ-1 који је од 23. до 24. јуна деловао крај моста на реци Дубиса у близини града Остров у Литванији. Посада тог тенка успјела је зауставити у напредовању целу 6. тенковску дивизију. На тај је начин битно успорено кретање њемачке Четврте тенковске групе према Лењинграду. Део стручних публикација наводи како Немци нису успели уништити КВ-1, него га је посада, након што су остали без граната за топ од 76,2 mm, сама уништила. Други извор наводи како су тек крајем другог дана битке Немци успели довући протиавионски топ Флак 88 од 88 mm и њиме тешко оштетили тенк, након чега га је посада напустила. У сваком случају, само један КВ-1 успео је уништити седам тенкова, једну протиавионску батерију лаких топова, један топ од 88 mm с комплетном посадом, четири теренска возила (полугусеничара) Sd.Kfz. 251 и 12 камиона. Немачки војници су ускоро открили како је други начин заустављања КВ-1 да му граната испаљена их хаубице калибра 105 mm уништи гусеницу.
Још већа битка у којој су главну улогу имали КВ-1 започела је 14. августа 1941. Тог дана се претходница Осме тенковске дивизије приближила граду Красногвардејску близу Лењинграда. Једина већа јединица коју је Црвена армија имала на том подручју била је чета састављена од седам тешких тенкова КВ-1 под заповедништвом поручника Зиновија Колобанова. Колобанов је пет својих тенкова укопао на руб шумарка на почетку мочваре, и тако осигурао себи леђа. Остала два оставио је у резерви као осигурање одступнице. С обзиром на то да није требало да се крећу, сваки је КВ-1 добио два пута више муниције него што је био стандардни комплет (укупно 220 граната). Две трећине комплета чиниле су противтенковске пробојне гранате. Њемачке снаге су напале Красногвардејск с три стране како би што пре сломиле отпор бранитеља. Како је једини чврсти пут за град водио уз ивицу мочваре, немачки заповједник је морао своје тенкове послати тим правцем и тако улетети у совјетску заседу. Колобанов је успио првим хицем уништити немачки чеони тенк. Немци су вјеровали да је тенк налетио на протибтенковску мину, па су се зауставили како би помогли посади. То је Колобанову омогућило да уништи и други тенк. Тек су тада Немци схватили да су нападнути, али нису могли одредити смер напада. Колобанов је искористио ситуацију и уништио последњи тенк у колони и тако целу немачку јеиницу ухватио у клопку. Иако су Немци на крају успели открити смер напада, никако нису могли уочити и тенкове који их нападају. Отварајући паљбу „на слепо“ нису успели уништити Колобановљев тенк, али су зато изгубили 22 тенка и два топа с посадама. Након што је остао без муниције, Колобанов је заповедио другом тенку да отвори паљбу. Након пола сата паљбе други КВ-1 је успио уништити још 21 немачки тенк. Након што је свих пет КВ-1 испалило своје гранате, Нијемци су остали без 43 тенка. Занимљиво је да су немачке тенковске посаде успеле 135 пута погодити Колобановљев тенк, али ни један погодак га није успио онеспособити. Осим што су упали у добро организовану заседу највећи проблем Немаца био је коришћење тенкова Панцер II (наоружан топом од 20 mm) и Панзер III (наоружан топом од 37 mm) чија је ватрена моћ била неуспоредиво мања у односу на топ калибра 76,2 mm.
Првих 12 месеци рата је златно доба овог тенка које траје до тренутка уградње у противничке тенкове топова калибра 75 mm. Тада настаје кризно доба које доводи готово до укидања пројекта КВ-1 који за тадашње бојиште због величине свог оклопа и слабости мотора постаје преспор, прескуп и једноставно неефикасан.
Основно наоружање овог тенка је чинио топ од 76 mm који по процени команданата армије постаје преслаб за тешки тенк када се успева са уградњом у пуно јефтинији Т-34. Оклоп од 90 mm који он има почетком рата се временом повећава што доводи до смањења покретљивости. Како тај проблем није решен ни уградњом јачег мотора половином 1943. године се доноси одлука о обустави његове производње. Као некакво међурешење тада почиње производња КВ-85 чији задатак је борба с немачким Тигром и Пантером до изласка из фабрика нове серије тенкова чији први примерак је ЈС-1 .

## Верзије
КВ-1С је лакша и бржа варијанта совјетског тешког тенка КВ-1, али слабије оклопљена. Крајем 1942. направљено је 1370 тенкова.
Panzerkampfwagen KV-IA 753(r) и Panzerkampfwagen KV-IB 755(r) је била немачка класификација за заплењене примерке који су служили у Вермахту. Користио је топ Зис 5 76 mm. Немци су уграђивали и топ њихове прозводње KwK 40 L/43 75-mm који је био монтиран и на Панцера IV.
Од првобитног дизајна КВ настао је и његов братски пројекат КВ-2. С друге стране у тренутку појаве првих тенкова Тигар Црвена армија издаје наређење за изградњу оклопног возила које би га могло уништити. Из тог наређења настаје СУ-152 који се гради на основу КВ-1. Њихова једина, али упечатљива разлика је топ калибра 152 mm што даје новом моделу име. У време појаве на ратишту СУ-152 је био једино совјетско оклопно возило које је било способно да уништи било који од немачких тенкова који су се тада налазили у оперативној употреби. Како су Немци својим тенковима давали имена животиња војници Црвене армије крсте СУ-152 именом „убица звери“.
До данас је сачувано само 10-ак примерака овог тенка.